# Arcidiocesi di Jalapa
L'arcidiocesi di Jalapa (in latino Archidioecesis Ialapensis) è una sede metropolitana della Chiesa cattolica in Messico. Nel 2023 contava 1.447.000 battezzati su 1.517.000 abitanti. È retta dall'arcivescovo Jorge Carlos Patrón Wong.

## Territorio
L'arcidiocesi comprende la parte centrale dello stato messicano di Veracruz, al quale si aggiunge il comune di Xiutetelco nel confinante stato di Puebla.
Sede arcivescovile è la città di Xalapa (chiamata anche Jalapa), dove si trova la cattedrale dell'Immacolata Concezione della Vergine Maria, edificata in stile barocco tra il 1641 e il 1772. Nella stessa città sorge anche la basilica minore di Nostra Signora di Guadalupe.
Il territorio si estende su una superficie di 6.137 km² ed è suddiviso in 93 parrocchie.

### Provincia ecclesiastica
La provincia ecclesiastica di Jalapa, istituita nel 1951, comprende le seguenti suffraganee:
- diocesi di Coatzacoalcos,
- diocesi di Córdoba,
- diocesi di Orizaba,
- diocesi di Papantla,
- diocesi di San Andrés Tuxtla,
- diocesi di Tuxpan,
- diocesi di Veracruz.

## Storia
La diocesi di Veracruz fu eretta il 5 gennaio 1844 con la bolla Quod olim di papa Gregorio XVI, ricavandone il territorio dalla diocesi di Tlaxcala (oggi arcidiocesi di Puebla de los Ángeles). Originariamente era suffraganea dell'arcidiocesi di Città del Messico.
Dopo l'erezione della diocesi sorsero difficoltà nell'attuazione della bolla che ritardarono l'istituzione della diocesi per quasi 20 anni. Nel frattempo le maggiori località dello stato di Veracruz si disputarono la sede vescovile. La bolla designava la città di Veracruz come sede vescovile, mentre un decreto concistoriale del 1º giugno 1850 stabiliva che la sede dovesse essere a Jalapa o a Orizaba; infine un rescritto del 16 giugno 1855 optò definitivamente per Jalapa.
Finalmente il 19 marzo 1863 fu nominato il primo vescovo nella persona di Francisco Suárez Peredo, che prese possesso della diocesi il 18 settembre 1864. La diocesi aveva il doppio titolo di "diocesi di Veracruz o Jalapa" (dioecesis Verae Crucis seu Iapalensis). Francisco Suárez Peredo morì nel 1869 a Roma, dove si trovava per partecipare al concilio Vaticano I.
Il 23 giugno 1891 e il 24 novembre 1922 cedette porzioni del suo territorio a vantaggio dell'erezione rispettivamente della diocesi di Tehuantepec e della diocesi di Papantla.
Il 29 giugno 1951 fu elevata al rango di arcidiocesi metropolitana in forza della bolla Inter praecipuas di papa Pio XII.
Il 23 maggio 1959 e il 9 giugno 1962 cedette altre porzioni di territorio a vantaggio dell'erezione rispettivamente della diocesi di San Andrés Tuxtla e della diocesi di Veracruz. In occasione di quest'ultima cessione ha assunto il nome attuale.
Il vescovo Rafael Guízar Valencia fu beatificato da papa Giovanni Paolo II il 29 gennaio 1995 nella Basilica di San Pietro ed è stato canonizzato da Benedetto XVI il 15 ottobre 2006. Sepolto nella cattedrale di Jalapa, è il primo vescovo nato nell'America Latina ad essere canonizzato.
Il 15 aprile 2000 l'arcidiocesi ha ceduto porzioni di territorio a vantaggio dell'erezione delle diocesi di Córdoba e di Orizaba.

## Cronotassi dei vescovi
Si omettono i periodi di sede vacante non superiori ai 2 anni o non storicamente accertati.
- Francisco de Paula Suárez Peredo y Bezares † (19 marzo 1863 - 26 gennaio 1869 deceduto)
- José María Mora y Daza † (21 marzo 1870 - 13 novembre 1884 nominato vescovo di Tlaxcala)
  - Sede vacante (1884-1887)
- José Ignacio Suárez Peredo y Bezares † (17 marzo 1887 - 26 marzo 1894 deceduto)
- Joaquín Acadio Pagaza y Ordóñez † (18 marzo 1895 - 11 settembre 1919 deceduto)
- San Rafael Guízar Valencia † (1º agosto 1919 - 6 giugno 1938 deceduto)
- Manuel Pío López Estrada † (11 ottobre 1939 - 18 aprile 1968 ritirato[7])
- Emilio Abascal y Salmerón † (18 aprile 1968 - 12 marzo 1979 deceduto)
- Sergio Obeso Rivera † (12 marzo 1979 succeduto - 10 aprile 2007 ritirato)
- Hipólito Reyes Larios † (10 aprile 2007 - 8 agosto 2021 deceduto)[8]
- Jorge Carlos Patrón Wong, dall'8 dicembre 2021

## Statistiche
L'arcidiocesi nel 2023 su una popolazione di 1.517.000 persone contava 1.447.000 battezzati, corrispondenti al 95,4% del totale.
| anno | popolazione | popolazione | popolazione | presbiteri | presbiteri | presbiteri | presbiteri                | diaconi | religiosi | religiosi | parrocchie |
| anno | battezzati  | totale      | %           | numero     | secolari   | regolari   | battezzati per presbitero | diaconi | uomini    | donne     | parrocchie |
| ---- | ----------- | ----------- | ----------- | ---------- | ---------- | ---------- | ------------------------- | ------- | --------- | --------- | ---------- |
| 1950 | 1.040.000   | 1.100.000   | 94,5        | 174        | 160        | 14         | 5.977                     |         | 14        | 340       | 76         |
| 1965 | 900.000     | 940.000     | 95,7        | 177        | 153        | 24         | 5.084                     |         | 44        | 465       | 82         |
| 1968 | 1.134.000   | 1.254.000   | 90,4        | 179        | 163        | 16         | 6.335                     |         | 32        | 450       | 71         |
| 1976 | 1.283.734   | 1.324.800   | 96,9        | 171        | 163        | 8          | 7.507                     |         | 17        | 453       | 95         |
| 1980 | 1.228.075   | 1.420.000   | 86,5        | 188        | 180        | 8          | 6.532                     |         | 17        | 505       | 108        |
| 1990 | 2.039.881   | 2.310.640   | 88,3        | 223        | 212        | 11         | 9.147                     |         | 23        | 467       | 125        |
| 1999 | 1.942.502   | 2.201.612   | 88,2        | 259        | 248        | 11         | 7.500                     |         | 17        | 470       | 129        |
| 2000 | 908.292     | 978.144     | 92,9        | 157        | 146        | 11         | 5.785                     |         | 19        | 215       | 53         |
| 2001 | 1.022.143   | 1.278.144   | 80,0        | 135        | 131        | 4          | 7.571                     |         | 6         | 296       | 56         |
| 2002 | 1.009.128   | 1.081.685   | 93,3        | 135        | 130        | 5          | 7.475                     |         | 9         | 301       | 61         |
| 2003 | 989.210     | 1.073.148   | 92,2        | 142        | 132        | 10         | 6.966                     |         | 14        | 346       | 65         |
| 2004 | 995.498     | 1.062.664   | 93,7        | 148        | 137        | 11         | 6.726                     |         | 21        | 340       | 68         |
| 2006 | 1.105.000   | 1.156.000   | 95,6        | 144        | 135        | 9          | 7.673                     |         | 19        | 290       | 71         |
| 2013 | 1.206.000   | 1.272.000   | 94,8        | 154        | 150        | 4          | 7.831                     |         | 4         | 310       | 83         |
| 2016 | 1.310.000   | 1.400.000   | 93,6        | 156        | 151        | 5          | 8.397                     |         | 20        | 266       | 86         |
| 2019 | 1.400.367   | 1.488.020   | 94,1        | 161        | 156        | 5          | 8.697                     |         | 10        | 238       | 89         |
| 2021 | 1.424.425   | 1.492.713   | 95,4        | 166        | 158        | 8          | 8.580                     |         | 16        | 230       | 92         |
| 2023 | 1.447.000   | 1.517.000   | 95,4        | 161        | 153        | 8          | 8.987                     |         | 13        | 215       | 93         |